# Bataille de La Paz (1847)
Pour les articles homonymes, voir Bataille de La Paz.
Guerre américano-mexicaine
Batailles
Opérations le long du Río Grande
- Fort Texas
- Palo Alto
- Resaca de la Palma

La révolte de Taos
- Cañada
- Mora
- Embudo Pass
- Pueblo de Taos

Campagne de Californie
- Santa Fe
- San Pasqual
- Rio San Gabriel
- La Mesa

Campagne du Nord de Taylor
- Monterrey
- Buena Vista

Campagne de Scott
- Veracruz
- Cerro Gordo
- Contreras
- Churubusco
- Molino del Rey
- Chapultepec
- Mexico

Siège de Puebla
- Siège de Puebla
- Bataille de Huamantla

Campagne de la côte Pacifique
- Guaymas
- Mulege
- Punta Sombrero
- Mazatlán
- La Paz
- Palos Prietos et Urias
- San José del Cabo
- Siège de La Paz
- Affaire à Guaymas
- San Blas
- Manzanillo
- San José del Cabo
- Cochorio
- Bocachicacampo
- Todos Santos

La bataille de La Paz est un engagement de la campagne de la côte Pacifique (en) pendant la guerre américano-mexicaine. Les belligérants sont les troupes de l'armée des États-Unis contre la milice mexicaine, commandée par des officiers de l'armée mexicaine. La bataille s'est déroulée les 16 et 17 novembre 1847.

## Contexte
À la fin de septembre, le capitaine Manuel Pineda Munoz (en) de l'armée mexicaine commence à assembler une grande force de milice d'agriculteurs et d'éleveurs pour défendre la région du Mexique du golfe de Californie contre l'invasion de l'armée des États-Unis. Les rangs de Pineda comprennent des centaines d'hommes. En mars et en avril 1847, le 1st Regiment of New York Volunteers (en), un régiment américain de volontaires de l'État de New York, arrive à San Francisco, en Californie.
Leur mission est de renforcer l'United States Navy et les marines, occupant divers les ports mexicains vers le sud et également de prendre les ports eux-mêmes. Le lieutenant-colonel Henry S. Burton (en), de l'armée des États-Unis, est à son commandement. Le 30 mai 1847, Burton reçoit l'ordre d'embarquer sur le sloop-of-war USS Lexington (en) avec les compagnies A et B et de partir pour La Paz pour la capturer:27.
Le 21 juillet, 115 hommes du 7th Regiment of New York Volunteers débarquent paisiblement à La Paz:27. Le lieutenant E. Gould Buffum, de la Compagnie B, décrit plus tard le port de la ville ; « Les maisons étaient toutes d'adobe, de plâtre blanc, et au toit de chaume avec les feuilles de palmier, et étaient plus délicieusement fraîches. L'ensemble de la plage bordée de palmiers, de dattiers, de figuiers, de tamarins et d'arbre de noix de coco, leurs fruits délicieux pendant sous eux en grappes. »:28
À la suite de la bataille de Mulege, Pineda, en tant que commandant en chef de la guérilla de Guadalupana, configure une capitale provisoire à San Antonio, augmente les impôts pour la défense, commence la résistance en octobre à San Jose del Cabo, Comondu et Mulege, et pille toutes les sympathisants américains:32. En novembre, Pineda a réuni 300-500 insurgés à San Antonio:35.
Avant de partir pour capturer la ville , le 11 novembre, William Shubrick débarque 4 marins et 20 marines, à San José del Cabo:36.
La garnison de La Paz de Burton occupe deux maisons sur la plaine, commandant la ville, sur le côté sud de l'Arroyo, avec un parapet de rondins de palmiers en face de la maison de l'officier avec des canons de 6 livres:162. En outre, les hommes de Burton hommes utilisent des rondins de palmiers pour barricader l'espace entre les quartiers de l'officier, l'église et une maison sur le côté ouest de la ville:162.

## Bataille

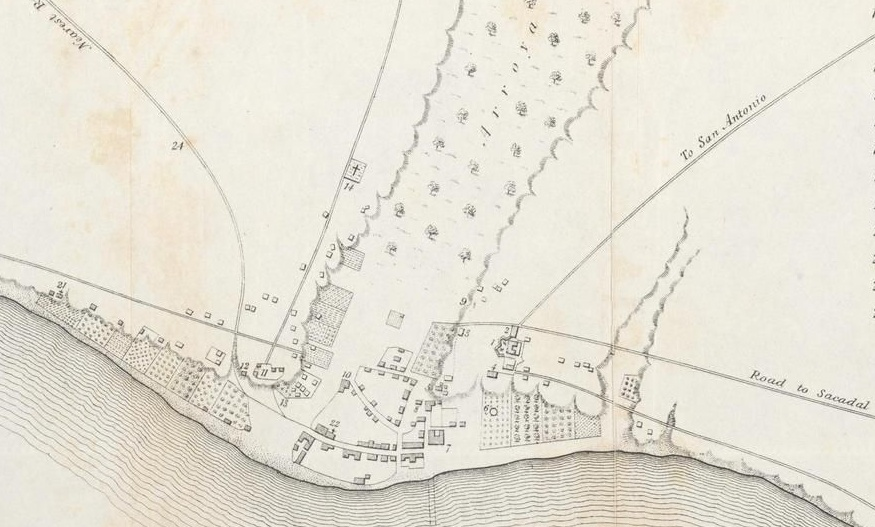
Disposition des forces à La Paz en 1847

À 2 heures du matin:153, le 16 novembre, la brigade de Pineda forte de 200 hommes attaque la garnison américaine de La Paz:38, à partir du côté nord de l'Arroyo avec de l'infanterie, tandis que la cavalerie attend à l'est et au sud attendant de charger:162. Les hommes de Pineda tirent sur les américains pendant environ une heure avant de s'arrêter, attendant jusqu'à 9 heures pour avancer, mais leur avance ralentit jusqu'à 14 heures:163. Pineda avec 50 hommes sont en mesure de brûler la maison de l'ancien gouverneur Francisco Palacios Miranda (en), et occupent brièvement une maison sur la partie basse de la ville, avant qu'un tir de canister (en) sphérique et un autre les forcent à se replier, tuant 6 hommes:163.
Le matin du 17 novembre, le tir de canister sphérique pousse certains Mexicains vers une autre maison, après quoi il détruit les maisons sur le côté nord de l'Arroyo, il renforce ses ouvrages, et les toits des maisons qu'il occupe:164.

## Conséquences
Les hommes de Pineda se retirent mais continuent d'évoluer aux alentours de la garnison:164, pour aboutir finalement au siège de La Paz (en).